# زينات علوي
زينات علوي المشهورة بالاسم الفني زُرّة (19 مايو 1930 - 16 يوليو 1988)، كانت واحدة من أبرز فنانات الرقص الشرقي في مصر خلال منتصف القرن العشرين. شاركت في العديد من الأفلام من العصر الذهبي للسينما المصرية. ومن أشهر عروضها كان في فيلم "أيام وليالي" (1955) للمخرج هنري بركات.

## حياتها
تزوجت من «محب مانع»، الصحفي صاحب مجلة «أخبار النجوم». اعتزلت الرقص في أواخر حياتها، وكانت معروفة بالتزامها في جميع جوانب حياتها، سواء في العمل أو خارجه. وكما هو الحال في السينما، كان يُتوقع من الراقصات التركيز على الرقص فقط، لكنها حاولت المشاركة في بعض الأدوار التمثيلية عندما أُتيحت لها الفرصة.

## أعمالها
- إشاعة حب (1961)
- السراب (1970)
- نشال رغم أنفه (1969)
- صباح الخير يا زوجتي العزيزة (1969)
- عندما نحب (1967)
- كرامة زوجتي (1967)
- الزوج العازب (1966)
- العقل والمال (1965)
- العائلة الكريمة (1964)
- عبيد الجسد (1962)
- كهرمان (1958)
- هذا هو الحب (1958)
- طريق الأمل (1957)
- المتهم (1957)
- إسماعيل يس في الأسطول (1957)
- صاحبة العصمة (1956)
- الأرملة الطروب (1956)
- ودعت حبك (1956)
- نهارك سعيد (1955)
- كابتن مصر (1955)
- رنة الخلخال (فيلم)(1955)
- لمين هواك (1954)
- الناس مقامات (1954)
- فاعل خير (1953)
- ريا وسكينة (1953)
- عبيد المال (1953)
- شباك حبيبي (1951)

## روابط خارجية
- زينات علوي على موقع IMDb (الإنجليزية)
- زينات علوي على موقع الدهليز
- زينات علوي على موقع قاعدة بيانات الأفلام العربية